# Кобленц (футбольный клуб)
«Кобленц» (нем. TuS Koblenz) — немецкий футбольный клуб из одноимённого города. Клуб основан 1 августа 1911 года, домашние матчи команда проводит на стадионе «Оберверт», вмещающем 9 500 зрителей.

## История выступлений
В сезоне 2009/2010 «Кобленц» выступал во Второй Бундеслиге, но, заняв 17-е место, вылетел в Третью лигу. Лучшим достижением клуба в чемпионатах Германии, является 10-е место во Второй Бундеслиге в сезоне 2007/08.
Перед сезоном 2011/12 стало известно, что клуб не получил лицензию, и не сможет выступать в Третьей лиге, согласно результатам игры за прошлый сезон (а именно, вылет в Третью лигу). При этом, президент клуба Вернер Хеккер в ходе заседания совета заявил в интервью газете «Рейн-Цайтунг» о возможности банкротства клуба:
Мы, конечно, тщательно изучим то, что закон требует от нас, мы должны рассмотреть, какие шансы на выживание есть у нашего клуба…
После рассмотрения ситуации найти в себе силы и возможности к изменению ситуации клуб не смог, и на сезон 2012/13 клуб стал частью Региональный лиги (IV).

## Известные игроки
- Штефан Майерхофер
- Эрвин Скела
- Бранимир Байич
- Дарко Малетич
- Феридун Занди
- Марко Ломич
- Матей Маврич
- Шефки Куки
- Чха Ду Ри